# BMW Lovos
Pour les articles homonymes, voir LOVOS.
La BMW Lovos (Lifestyle of Voluntary Simplicity, Mode de vie de la simplicité volontaire en anglais) est un concept car - voiture solaire du constructeur automobile allemand BMW, présenté au salon de l'automobile de Francfort 2009 (IAA). 

## Historique
Ce prototype d'automobile écologique, visionnaire, futuriste et novateur est conçu par la designer allemande Anne Forschner (née en 1985 à Ostfildern près de Stuttgart),. Elle est alors âgée de 24 ans et étudiante en design à l'Université de Pforzheim en Allemagne, stagiaire chez Mercedes-Benz à Sindelfingen, chez Mazda en Californie puis chez BMW à Munich. 

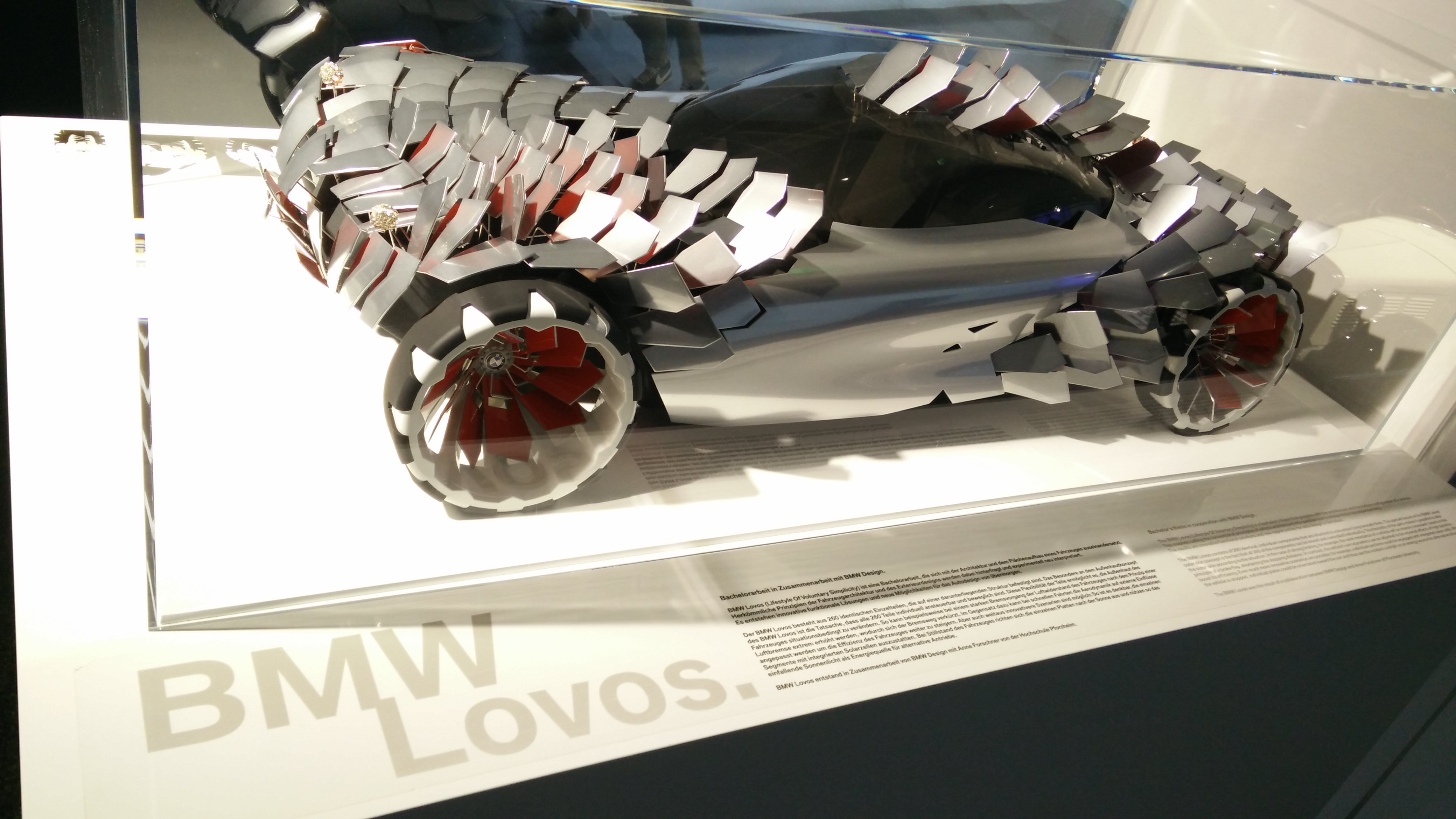
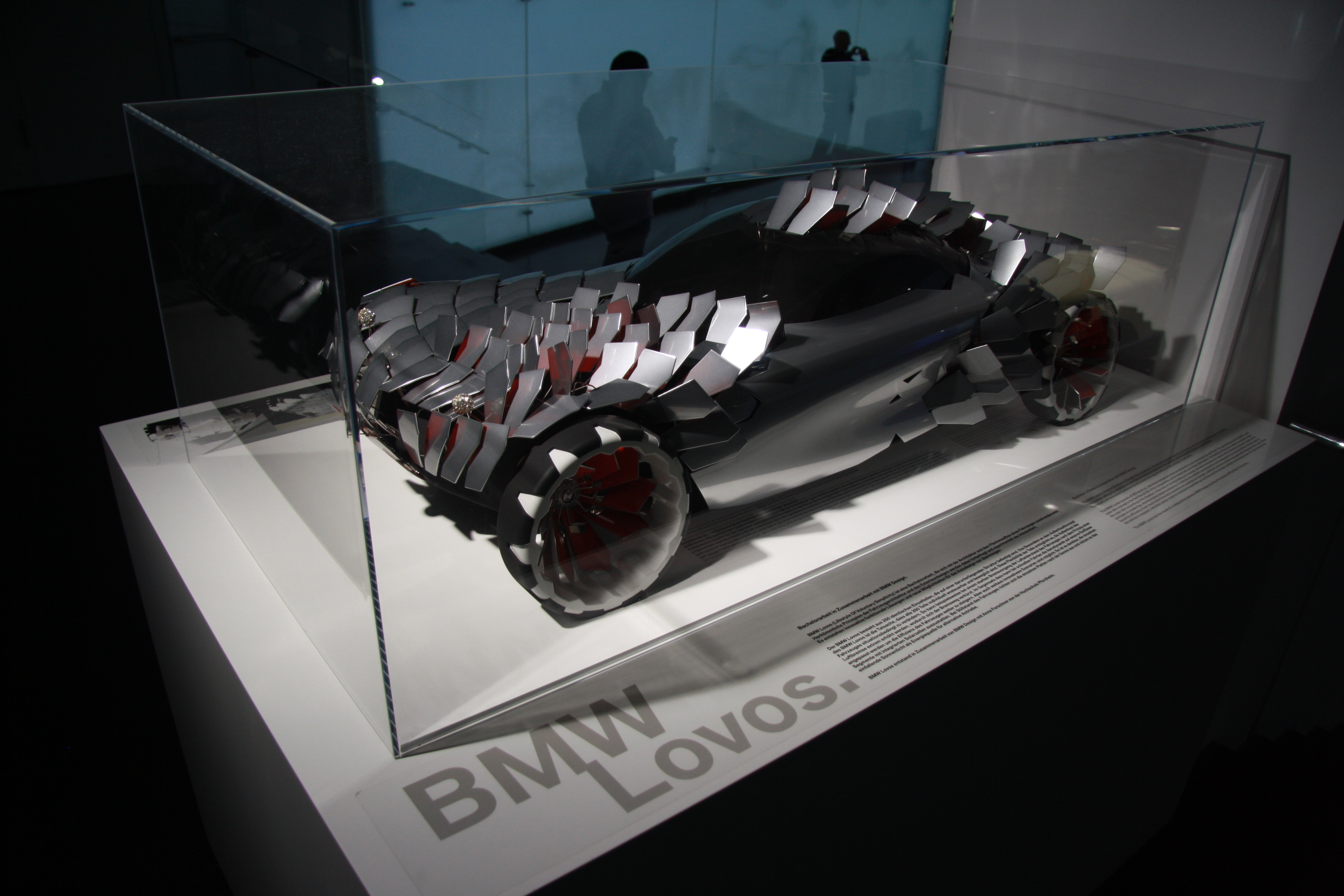

Ce prototype sponsorisé par BMW est présenté au salon de l'automobile de Francfort 2009 (IAA) en même temps que le concept car hybride BMW Vision Efficient Dynamics.
La carrosserie de cette voiture hérisson à écailles de poisson est composée de 260 parties mobiles identiques et interchangeables, motorisées et recouvertes de cellules photovoltaïques orientables pour capter l’énergie solaire de façon optimale en fonction de la position du soleil. Les parties orientables sont également capables de se hérisser à titre d'aérofreins comme des spoilers sur un avion.
Ce prototype est exposé au musée BMW de Munich. À la suite du succès de son projet d'étude, Anne Forschner a intégré le bureau d'études de design de BMW à Munich à la fin de ses études.